# Las lobas
Las lobas es una película argentina cómica de 1986 escrita y dirigida por Aníbal Di Salvo, según un argumento de Jorge Garayoa. Es protagonizada por Leonor Benedetto, Camila Perissé, Ana María Campoy y Alberto Argibay. Fue filmada en Eastmancolor y estrenada el 14 de agosto de 1986.

## Sinopsis
La hilarante y sensual venganza de la viuda e hijas de un hombre que murió en una partida de cartas.

## Reparto
| Actor               | Personaje               |
| ------------------- | ----------------------- |
| Leonor Benedetto    | Greta Ana Conde         |
| Camila Perissé      | Graciela "Silvie" Conde |
| Ana María Campoy    | Bernarda Conde          |
| Alberto Argibay     | Adolfo Prieto           |
| Ricardo Bauleo      | Santillan               |
| Georgina Barbarossa | Marité                  |
| Juan Carlos Thorry  | Boris                   |
| Cacho Espíndola     |                         |
| Juan Vitali         |                         |
| Elvira Romei        |                         |
| Roberto Antier      |                         |
| Hugo Varela         | Poroto                  |
| Nathán Pinzón       |                         |
| Horacio Bruno       |                         |
| Juan Carlos Ricci   | Mozo                    |
| Juan Carlos Lamas   |                         |

## Crítica/comentarios
R. J. Candevila escribió sobre el filme: 

«El difícil género:comedia…una mención aparte merece el trabajo de Georgina Barbarrosa cuya caracterización convierte sus apariciones en los momentos más divertidos de este fim de entretenimiento algo desigual.»

Claudio España en La Nación opinó: 

«Lobas que no aúllan…Visualmente…atractiva, el realizador se muestra una vez más muy diestro para ubicar la cámara.»

Manrupe y Portela escriben en su libro: 

«Comedia con pocas risas a pesar del esfuerzo de algunos intérpretes.»